# Chota K. Naidu
Chota K. Naidu (Apellido: Kamireddy) es un director de fotografía hindú quien trabaja fundamentalmente en películas en idioma telugú. Su hermano Shyam K. Naidu es otro conocido director de fotografía en Tollywood (como se conoce a la industria del cine en telugú del estado de Andhra Pradesh). Ganó el prestigioso premio Nandi por el film Kotha Bangaru Lokam.

## Filmografía
- Brindavanam (2010, filmándose)
- Adurs (2009) (en posproducción)
- Kotha Bangaru Lokam (2008)
- Krishna (2008)
- Shankar Dada Zindabad (2007)
- Aata (2007)
- Stalin (2006)
- Lakshmi (2006)
- Bunny (2005)
- Gudumba Shankar (2004)
- Anji (2004)
- Tagore (2003)
- Johnny (2003)
- Gangotri (2003)
- Baba (2002)
- Kya Yehi Pyaar Hai (2002)
- Daddy (2001)
- Annayya (2000)
- Kunwara (2000)
- Choodalani Vundi (1998)
- Master (1997)
- Deyyam (1996)
- Santaan (1993)
- Ragulutunna Bharatam (1992)